# Antropologia postmodernistyczna
Antropologia postmodernistyczna – nurt w antropologii kulturowej, który narodził się w latach 80. XX wieku. Kolebką są Stany Zjednoczone, z których pochodzą główni prekursorzy tegoż kierunku: George E. Marcus, Michael M.J. Fischer, Stephen A. Tyler oraz James Clifford.

## Postmodernizm w antropologii
Postmodernistyczne podejście antropologiczne kładzie nacisk przede wszystkim na przekonaniu, że nie istnieje prawdziwa obiektywność, a co za tym idzie, nie jest możliwe opracowanie (i zastosowanie) autentycznej metody naukowej. Zakłada również negację wszystkich wcześniejszych nurtów, rozumianych jako „nowoczesne”. Nowoczesnością w ujęciu przedstawicieli tego nurtu jest to, co uznawane za całościowe (na przykład, że można zbadać jakiś aspekt w całości i dogłębnie). Również dużą rolę odgrywa odrzucenie „wielkiej teorii antropologii i pojęcia zupełności opisu etnograficznego”. Dość dużą odmianą od innych nurtów to traktowanie antropologa (badacza) jako osobę, która nie posiada autorytetu antropologicznego. Zatem najważniejszym elementem antropologii postmodernistycznej to refleksyjność oraz wszelkie jej implikacje. W dużej mierze opiera się na fundamentach krytycznego podejścia do orientalizmu według Edwarda Saida. Krytyka stworzona przez antropologów postmodernistycznych, skierowana była bowiem przeciw opisom etnograficznym, skonstruowanym na zasadzie dychotomii „ja-inny” (gdzie „ja” oznacza badacza, a „inny” stanowi przedmiot badania). Negacja dotyczyła kwestii konstruowania opisu „innego” (a w konsekwencji pojawienia się przeciwstawienia „ja”) przez antropologów, którzy byli przedstawicielami wszystkich wcześniejszych nurtów. Ważnym elementem antropologii postmodernistycznej to koncepcja „wpisania w ciało”. Antropolodzy postmodernistyczni czerpią również inspiracje z nurtów takich jak relatywizm i interpretacjonizm (w sensie, że wspomnianą wcześniej dychotomię można rozdzielić na poziomie opisu etnograficznego, z zaznaczeniem, że podział taki będzie dość powierzchowny). Taka krytyka ma 2 płaszczyzny: epistemologiczną i ideologiczną (obie wyróżnia subiektywność, w przeciwieństwie do wcześniejszych nurtów, które zakładały bezwzględny obiektywizm). Antropologia, zgodnie z epistemologicznym argumentem nie może być nauką ścisłą.
Dla antropologów takich jak Clifford Geertz, badania nad kulturą powinny polegać na jej „odczytywaniu” – społeczności widzi się, opisuje i interpretuje się zgodnie z analogią książki.
Odmienni badacze skłaniali się raczej w stronę postrzegania kultury fragmentarycznie: to co obserwuje się podczas badań etnograficznych to „strzępy i skrawki” tego co jest w rzeczywistości. Pogląd antropologów postmodernistycznych jest bliższy temu, że nie ma jednej, wielkiej teorii, a jedyną, która mogłaby się kwalifikować to ta, że kultura, jest „podobna do tekstu” (zgodnie z poglądem Geertza).
Z kolei tacy badacze jak Paul Rabinow zaczęli poważnie podważać zasadność pracy antropologa w terenie, a co za tym idzie, pojawiło się zwątpienie w sensowność prowadzenia badań terenowych.
Kamieniem milowym przełomu postmodernistycznego był głęboki sceptycyzm w kwestii badacza. Antropolodzy zastanawiali się, czy badacz rzeczywiście może w odpowiedni sposób skutecznie i szczerze odczytać kontekst kulturowy i w rezultacie w prawidłowy sposób opisać jakąś społeczność.

## Główne założenia
Według Marcina Lubasia antropologowie postmodernistyczni są zgodni, co do spraw ogólnych, dotyczących generalnych założeń tego kierunku. To, co ich różni, to odmienne poglądy co do spraw bardziej szczegółowych, które są indywidualne dla każdego z przedstawicieli. Lubaś twierdzi również, że:

Podstawy pojęciowe antropologii postmodernistycznej zbudowane są z czterech koncepcji. Każda z nich, wzięta z osobna, stanowi wyraz jakiegoś ogólniejszego poglądu.

Te pojęcia dla antropologów postmodernistycznych to właśnie cztery kwestie: nominalizm, idiografizm, historyzm, antyesencjalizm – i dodatkowy, piąty element wyróżniony przez Lubasia jako wyłaniający się z poprzednich – krytyka przez decentrację.

### Nominalizm
Nominalizmem można nazwać ideologię, która zakłada, że istnieją jedynie aspekty pojedyncze i jednostkowe. Jest on również zaprzeczeniem, że istnieją wspólne własności przedmiotów. Cel antropologii to badanie specyficznych i wyjątkowych aspektów życia społecznego, nie zaś zajmowanie się procesami, które obserwuje się przez dłuższy czas (to znaczy aspektami, które są powtarzalne i powszechne).

### Idiografizm
Antropologia to nauka idiograficzna Opisująca wielorakie, zmienne, a przede wszystkim specyficzne historyczne formy różnić kulturowych. Według tego założenia, badania powinny być oparte przede wszystkim na obserwowaniu takich dziedzin życia społecznego, których powszechnie przyjęte schematy nie są w stanie ich uchwycić. Zwolennikiem owej teorii był już wcześniej, amerykański badacz Franz Boas. Sceptycyzm Boasa (polegający na nieufności wobec danych etnograficznych) został w następstwie przechwycony przez antropologów postmodernistycznych.

### Historyzm
Historyzm w tym kontekście oznacza klasyfikację, według której wszystko, co jest częścią szeroko rozumianej kultury, jest zjawiskiem historycznym i kulturowym. Zjawiska te natomiast, powstały w jedynych i niepowtarzalnych warunkach. Innymi słowy, antropolodzy postmodernistyczni próbują zrozumieć otaczający ich świat poprzez wyjaśnianie historycznych uwarunkowań danego zjawiska.

### Antyesencjalizm
Z założenia, antyesencjalizm zaprzecza poglądom, że istnieją „bardziej” i „mniej” trafne opisy rzeczywistości. Zwolennicy twierdzą, że Nigdy nie wypowiadamy się o przedmiotach jako takich, ale o cechach przypisywanym przedmiotom na gruncie określonych teorii czy dyskursów. Oznacza to, że antyesencjaliści wyjaśniają „prawdę” jako teorię pragmatyczną (sprawdzanie danego twierdzenia pod kątem jego użyteczności) tudzież jako perspektywizm – za prawdziwe uznaje się poglądy, których poprawność została zaakceptowana w „twórczym działaniu”.

### Krytyka przez decentrację
Celem wyróżnienia „krytyki przez decentrację” jest stwierdzenie, że każdy (indywidualny) punkt widzenia, to jedna z wielu możliwości istnienia danego układu odniesienia (perspektyw). Sposobów patrzenia na świat jest nieograniczona ilość, zatem nie ma jednego, uniwersalnego sposobu rozumienia. Nie ma też rozróżnienia na „gorsze” i „lepsze”.

### Inni antropolodzy związani z nurtem postmodernistycznym
- Lila Abu-Lughod
- Johannes Fabian
- F. Allan Hanson
- Kirsten Hastrup
- Mark Hobart
- Dennis Tedlock

## Dzieło przełomowe
W 1984 roku w Santa Fe w Nowym Meksyku odbyła się konferencja The Making Ethnographic Texts. Przedstawiono na niej przełomowe referaty antropologii postmodernistycznej znanych przedstawicieli tegoż nurtu takich jak: James Clifford (historyk antropologii), George E. Marcus, Vincent Crapanzano, Talal Asad, Michael M. J. Fischer, Paul Rabinow, Stephen A. Tyler, Robert Thornton oraz krytyk literacki Mary Louise Pratt. Po konferencji w Nowym Meksyku, referaty znalazły się w książce, która jest uznawana za pierwsze dzieło reprezentujące antropologię postmodernistyczną – Writing Culture (Pisanie Kultury). Wymienieni wcześniej autorzy, zastanawiali się nad miejscem metod literackich w dyskursie antropologicznym. Ze względu na zróżnicowane zainteresowania badawcze autorów, Writing Culture przedstawiało szeroki zakres poglądów, które mimo wszystko były zachowane w duchu postmodernistycznym.
W tym dziele, James Clifford (który napisał wstęp) początkowo neguje postrzeganie etnografii jako przedstawienie kultury całościowo jako takiej. Dostrzega również wadę etnografii, jakim jest jej niekompletna ekspresja, również w przypadku, kiedy do badań nad daną grupą przystępuje badacz, który pochodzi z tej samej społeczności. Clifford twierdzi również, że etnografia, jako sposób pisania, to raczej zaleta niż wada. Co więcej – styl pisania (uznany za literacki) jest również wskazany w tworzeniu narracji etnograficznej. W żadnym wypadku nie odbiera to obiektywności oraz nie wpływa na to, że fakty zawarte w tekście etnograficznym (utrzymanym w stylu wręcz poetyckim) są mniej wartościowe i zasługują na potępienie.
Z kolei według Mary Louise Pratt, istotą zrozumienia oraz drogą do „prawdziwej” etnografii jest subiektywność oraz wszelkie jej implikacje: na przykład spojrzenie (z dystansu) i ponowne rozpatrzenie wyników badań etnograficznych W świetle historycznych precedensów i rodzajów literackich”.
Inni autorzy dzieła, tacy jak Vincent Crapanzano, Renato Rosaldo i Talal Asad skupiają się na analizach, zróżnicowanych pod każdym względem, historycznych tekstów. Teksty te, głównie zostały zanalizowane pod kątem przekładu. I tak: pierwszy z nich bada problem przekładu tekstów z takich okresów jak XVII, XVIII, XIX wiek, które ogromnie różnią się od się od siebie pod każdym względem. Drugi z nich przygląda się stylom autorytetu w dwóch tekstach znanych (na scenie antropologii) osobistości (na przykład tekst Edwarda Evansa-Pritcharda). Asad wziął natomiast pod lupę teksty brytyjskiego badacza Ernesta Gellnera.
Michael Fisher starał się zanalizować zmiany w kwestii etniczności, jakie zachodzą na przełomie następnych pokoleń.
Paul Rabinow natomiast, chciał podejść do aspektu „faktów społecznych”. Przyglądał się tekstom takich antropologów jak Clifford Geertz (a wraz z tekstami jego interpretacjonizmowi), James Clifford (oraz jego tekstualna metaantropologia) oraz wielu innym.
Stephen A. Tyler, mając za sobą kontakt z antropologią kognitywną, wieszczy rychłą śmierć myśli naukowej (jednocześnie zaznaczając, że w gruncie rzeczy nie ma prawdziwej antropologii postmodernistycznej) na rzecz nurtu postmodernistycznego, który niebawem stanie się dyskursem, czyli Dialogiem, przeciwstawnego monologowi etnograficznego «tekstu» tej pierwszej.
W związku z cieszącą się sławą Writing Culture, wspomniany wcześniej dyskurs doczekał się kontynuacji przez tych antropologów (oraz innych, którzy się nim zainspirowali).
Na przykład Norman K. Denzin traktuje antropologię postmodernistyczną jako „dyskurs moralny” – etnografia to nie tylko opisywanie ludów, a zatem należy złamać ten konwenans i skłonić się w stronę etnografii bazującej na eksperymencie i własnym doświadczeniu (z zastosowaniem takich technik jak autobiografia, czy performance).
Sława tego dzieła nie jest bezpodstawna, ponieważ Writting Culture było jedną z najczęściej cytowanych i kupowanych książek z dziedziny antropologii kulturowej w latach 80. Książka zainicjowała wiele odpowiedzi ze strony antropologów, którzy ustosunkowywali się do tej publikacji. Wszystko to wywołało ogromne poruszenie w środowisku akademickim na całym świecie. Komentatorzy nowego nurtu zaczęli się dzielić na grupy, które wyznawały określone poglądy. Pierwszą grupa to zwolennicy nowego kierunku, jako krytyka poprzednich nurtów. Druga natomiast, prezentowała stanowisko sceptyczne: postmodernizm w antropologii okazał się kierunkiem, który bagatelizuje kwestie polityczne oraz realia współczesności. Trzecia grupa całkowicie odrzuciła nowy nurt, skupiając się na kwestiach metodologicznych i epistemologicznych.
Autorzy Writting Culture należeli do „Koła z Rice” (Rice Circle). Nazwa grupy tych antropologów pochodzi od nazwy miejsca ich działań akademickich: Uniwersytetu Rice w Teksasie. Przedstawicieli tegoż koła można zaliczyć jednocześnie do prekursorów nurtu antropologii postmodernistycznej.

## Krytyka antropologii postmodernistycznej
Krytyka postmodernistycznego nurtu w antropologii zaprezentowana przez Ernesta Gellnera, wydana w 1992 roku dotyczyła przede wszystkim subiektywizmu i obniżania kryteriów. Według tego antropologa, postmodernizm, w sposób nie do końca uargumentowany, atakuje obiektywizm oraz wcześniejsze tradycje antropologiczne. Postmoderniści sprzeciwiali się pozytywistycznemu obiektywizmowi i dążyli w stronę hermeneutyki, a to, według Alana Barnarda Ruch romantyczny sprzed dwóch wieków, z jego burzeniem klasycznego porządku oświeceniowej Europy Dodatkowo ostrze swej krytyki wymierza przeciwko autorom postmodernistycznej książki Writting Culture, gdzie ich artykuły są dogłębnie skrytykowane za brak wyrazistości. Zanegowany został subiektywizm, pogląd, że nie istnieją żadne struktury społeczne oraz postmodernistyczne poszukiwanie znaczeń podczas badań.
Clifford Geertz zostaje oskarżony o zapoczątkowanie hermeneutycznego myślenia w antropologii, oraz jego obronie relatywizmu.
Z kolei Robert Pool krytykuje antropologię postmodernistyczną w dwóch ujęciach: po pierwsze za brak jednoznaczności w terminie „postmodernizm” (twierdzi, że nie ma jednej, spójnej i ogólnie przyjętej definicji), po drugie, według Pool'a nie da się przypisać, czy też zaklasyfikować poszczególnych dzieł antropologicznych do dziedziny „postmodernizmu”, w przeciwieństwie do klarownych sytuacji, jak ma się to w przypadku sztuk czy architektury. Uznaje również, że termin ten nie jest właściwie używany, jeżeli chodzi o zakres etnografii. Uważa tak dlatego, ponieważ to, co powszechnie uznaje się za postmodernistyczne w antropologii, w rzeczywistości jest przedstawieniem modernizmu albo elementem, który nijak ma się do tego terminu, w porównaniu na przykład do dziedzin sztuki, gdzie dzieła w istocie jednoznacznie „pokazują”, że należą do nurtu postmodernistycznego. Jednoznacznie przekreśla klasyfikacje dzieł Marcusa i Clifforda do kategorii zarówno postmodernistycznych jak i „eksperymentalnych prac etnograficznych”.